# Lambert Kelchtermans
Lambert Kelchtermans (Peer, 10 september 1929 — Pelt, 26 mei 2021) was een Belgisch politicus voor de CVP.

## Levensloop
Kelchtermans studeerde af als sociaal assistent aan de Sociale Hogeschool van Heverlee. Hij ging aan het werk bij de christelijke vakbond ACV waar hij tussen 1952 en 1958 gewestelijk secretaris werd voor Noord-Limburg. Daarna werd hij tot in 1961 secretaris van de Centrale Scheikunde en Energie van de provincie Limburg.
In 1961 werd Kelchtermans voor de eerste maal verkozen als lid van de Kamer van volksvertegenwoordigers voor het arrondissement Tongeren-Maaseik. Hij bleef zetelen tot in 1985. Van 1979 tot 1985 was hij er ondervoorzitter en van 1982 tot 1985 was hij voorzitter van de Kamercommissie Arbeid en Sociale Zaken. Vervolgens zetelde hij van 1985 tot 1995 in de Belgische Senaat: van 1985 tot 1991 als rechtstreeks gekozen senator voor het arrondissement Hasselt-Tongeren-Maaseik en van 1991 tot 1995 als gecoöpteerd senator. Van maart tot mei 1988 was Kelchtermans ondervoorzitter van de Senaat en van mei tot oktober 1988 was hij vervolgens een half jaar Senaatsvoorzitter.
In de periode december 1971-oktober 1980 zetelde hij als gevolg van het toen bestaande dubbelmandaat ook in de Cultuurraad voor de Nederlandse Cultuurgemeenschap, die op 7 december 1971 werd geïnstalleerd. Vanaf 21 oktober 1980 tot november 1991 was hij lid van de Vlaamse Raad, de opvolger van de Cultuurraad en de voorloper van het huidige Vlaams Parlement.
Lambert Kelchtermans zat ook lange tijd in het gemeentebestuur van zijn woonplaats Neerpelt. Van 1965 tot 1969 was hij er schepen en daarna werd hij er van 1969 tot 1994 burgemeester.
Van 1986 tot 1995 was hij hoofd van de Belgische delegatie in de Noord-Atlantische Raad, de vergadering van permanente vertegenwoordigers van de lidstaten van de NAVO. Daar zetelde hij voor België in het Comité voor Defensie en Veiligheid. Verder zat Kelchtermans tussen 1976 en 1988 in de Interparlementaire Beneluxraad en was hij voorzitter van het beheerscomité van de Rijksdienst voor Sociale Zekerheid tussen 1989 en 1998.